# 2013年世界躰道選手権大会
2013年世界躰道選手権大会（2013ねんせかいたいどうせんしゅけんたいかい）は、2013年8月3日にフィンランドのヘルシンキで開催された第6回世界躰道選手権大会である。

## 概要
ヘルシンキでの2度目の世界選手権大会となった。

## 競技結果
| 男子     |                         |                                 |                              |
| 団体実戦 | 日本 JapanA             | 日本 JapanB                     | フィンランド · FinlandA      |
| 団体法形 | フィンランド · FinlandA | 日本 JapanB                     | スウェーデン                 |
| 個人実戦 | 油井陽 日本             | Pylväinen Jani · フィンランド   | 佐々木拓真 日本              |
| 個人法形 | 中野哲爾 日本           | 宮下宏紀 日本                   | 岩間桂信 日本                |
| 女子     |                         |                                 |                              |
| 団体実戦 | 日本 JapanA             | フィンランド                    | スウェーデン                 |
| 団体法形 | 日本 JapanB             | 日本 JapanA                     | フィンランド · FinlandA      |
| 団体展開 | 日本 JapanB             | フィンランド                    | 日本 JapanA                  |
| 個人実戦 | 山際真穂 日本           | Nevalainen Päivi · フィンランド | Pelttari Essi · フィンランド |
| 個人法形 | 佐藤美侑 日本           | Pelttari Essi · フィンランド    | 佐藤祐歩 日本                |
| 男女     |                         |                                 |                              |
| 団体展開 | 日本 JapanA             | 日本 JapanB                     | フィンランド                 |

## 国別メダル受賞数
| 順   | 国・地域     | 金 | 銀 | 銅 | 計 |
| ---- | ------------ | -- | -- | -- | -- |
| 1    | 日本         | 9  | 6  | 4  | 19 |
| 2    | フィンランド | 1  | 4  | 4  | 9  |
| 3    | スウェーデン | 0  | 0  | 2  | 2  |
| 合計 | 合計         | 10 | 10 | 10 | 30 |